# Львово (Нижегородская область)
Льво́во — село в Воротынском районе Нижегородской области. Входит в Красногорский сельсовет.

## Географическое положение
село Львово находится в Воротынском районе Нижегородской области и расположено в 124 км к востоку от Нижнего Новгорода по федеральной автотрассе М-7 Волга и в 20 км к западу от Воротынца.

## История
Основана село около 1776 года во время строительства Екатерининского тракта, вначале как хутор и место жительства работных крестьян тракта. Земли принадлежали Левашовым, поэтому селение получило название Левашиха. В конце XIX хозяином деревни был Вячеслав Валерьевич Левашов, известный в Макарьевском уезде председатель земской управы и активный организатор школьного образования в уезде. По его инициативе в 1910 году в селе Лыскове был открыт музей пчеловодства и работала фабрика по изготовлению ульев и прикладных пасечных изделий. Перед революцией село и земли перешли к его жене, помещице Левашовой, которая жила в селе Бармино. После революции новые власти не пожелали называть деревню по фамилии помещицы и переименовали на Львово.

## Население
| 2002 | 2010 |
| ---- | ---- |
| 84   | ↘75  |

## Инфраструтура
С 1970 года учитывая близость автодороги местные жители активно занимаются выращиванием и продажей ранних тепличных огурцов, а также круглый год продают на дороге свои соленые огурцы и привозные яблоки и груши.

## Транспорт
Село находится на европейском маршруте Е22. При возникновении села — на Екатерининском тракте.